# Nenteriidae
Nenteriidae es una familia de ácaros perteneciente al orden Mesostigmata.

## Géneros
La familia comprende los siguientes géneros:
- Austrodinychus Trägårdh, 1952
- Dobrogensisnenteria W. Hirschmann, 1985
- Longitrichanenteria W. Hirschmann, 1985
- Nenteria Oudemans, 1915
- Perstructuranenteria W. Hirschmann, 1985
- Ruehmnenteria Hirschmann, 1979
- Stammernenteria Hirschmann, 1979
- Unguisnenteria W. Hirschmann, 1985